# لولا پونس
لولا پونس (انگلیسی: Lola Ponce؛ زادهٔ ۲۵ ژوئن ۱۹۸۲) خواننده، ترانه‌سرا و موسیقی‌دان اهل آرژانتین است. او در سال ۲۰۰۱ با انتشار آلبومی در آرژانتین و آمریکای لاتین به شهرت رسید.